# Dicranota (Rhaphidolabis) gibbera
Dicranota (Rhaphidolabis) gibbera is een tweevleugelige uit de familie Pediciidae. De soort komt voor in het Palearctisch en Oriëntaals gebied.